# Municipi di Milano
I municipi di Milano (fino al 2016 denominati zone) sono le nove circoscrizioni in cui è diviso il territorio comunale di Milano.
In ogni municipio esistono un presidente e un consiglio di municipio, eletti contemporaneamente al sindaco e al consiglio comunale.
Da gennaio 2017 sono dotati di portafoglio.

## Il Consiglio di municipio
Ogni Consiglio è costituito da 30 membri a cui si somma il presidente, già indicato in fase elettorale dalle coalizioni, come avviene per il sindaco nelle elezioni comunali. Il presidente rappresenta il municipio.

### Funzioni dei Consigli di municipio
Il Presidente del consiglio di municipio rappresenta, convoca e presiede il Consiglio stesso. Il lavoro del Consiglio avviene tramite le Commissioni istruttorie e le sedute del Consiglio.
Il regolamento del decentramento territoriale prevederebbe di attribuire al decentramento un numero elevato di risorse, poteri e competenze; tuttavia il reale funzionamento dei Consigli municipali dipenderà da ciò che il Comune effettivamente delegherà tramite le varie delibere attuative.
Le funzioni reali dei Consigli si possono dividere in:
- pareri obbligatori non vincolanti (ad esempio, su progetti di opere pubbliche, concessioni edilizie con esclusivo riferimento agli aspetti socio-ambientali e alle eventuali opere di urbanizzazione, regolamentazione dei mercati zonali, manutenzione straordinaria e progettazione del verde),
- gestione diretta di alcuni tipi di fondi, stanziati annualmente dal Comune: i fondi per il diritto allo studio, le risorse per le attività dei Cam (centri aggregativi multifunzionali), i fondi Maap (mandati di anticipazione per attività promozionali), le risorse per ulteriori contributi ad attività di rilevanza zonale,
- iniziative politiche varie e prese di posizione riguardo a temi sui quali il Consiglio non ha potere amministrativo effettivo (sostegno ad associazioni o comitati di zona, prese di posizione su temi politici nazionali).

## I nove municipi
La numerazione parte dal centro storico della città, racchiuso nel perimetro delle mura spagnole di Milano e prosegue per gli altri municipi, disposte a raggiera intorno ad esso, a partire dal settore nord-orientale:
| #             | Denominazione                                       | Superficie (km²) | Abitanti (31.12.2023) | Densità (ab/km²) | Quartieri compresi Nuclei di Identità Locale (NIL) (PDF), su pgt.comune.milano.it. URL consultato il 24 febbraio 2021. | Localizzazione |
| ------------- | --------------------------------------------------- | ---------------- | --------------------- | ---------------- | --- | -------------- |
| Municipio 1   | Centro storico                                      | 9,67             | 99 317                | 10 271           | Duomo, Brera, Giardini Porta Venezia, Quadronno-Guastalla, Magenta-San Vittore, Parco Sempione, Vigentina, Ticinese, Pagano, Sarpi |                |
| Municipio 2   | Stazione Centrale, Gorla, Turro, Greco, Crescenzago | 12,58            | 163 731               | 13 015           | Stazione Centrale-Ponte Seveso, Gorla-Precotto, Adriano, Padova-Turro-Crescenzago, Maggiolina, Greco-Segnano, Loreto-Casoretto-Nolo |                |
| Municipio 3   | Città Studi, Lambrate, Venezia                      | 14,23            | 145 345               | 10 214           | Cimiano-Rottole-Quartiere Feltre, Buenos Aires-Porta Venezia-Porta Monforte, Casoretto, Città Studi, Lambrate-Ortica, Loreto, Parco Forlanini-Cavriano |                |
| Municipio 4   | Vittoria, Forlanini                                 | 20,95            | 165 393               | 7 883            | Porta Romana, Corsica, XXII Marzo, Umbria-Molise-Calvairate, Ortomercato, Taliedo-Morsenchio-Forlanini, Monluè-Ponte Lambro, Triulzo Superiore, Rogoredo-Santa Giulia, Lodi-Corvetto |                |
| Municipio 5   | Vigentino, Chiaravalle, Gratosoglio                 | 29,87            | 126 837               | 4 246            | Porta Vigentina-Porta Lodovica, Ticinese-Conca del Naviglio, Scalo Romana, Chiaravalle, Morivione, Vigentino-Fatima, Quintosole, Ronchetto delle Rane, Gratosoglio-Missaglia-Terrazze, Stadera-Chiesa Rossa-Torretta-Conca Fallata, Tibaldi, Parco delle Abbazie, Parco dei Navigli, Cantalupa |                |
| Municipio 6   | Barona, Lorenteggio                                 | 18,28            | 152 942               | 8 367            | Ticinese-Conchetta, Moncucco-San Cristoforo, Barona, Cantalupa, Ronchetto sul Naviglio-Lodovico il Moro, Giambellino, Porta Genova, Bande Nere, Lorenteggio, Parco dei Navigli, Washington |                |
| Municipio 7   | Baggio, De Angeli, San Siro                         | 31,34            | 176 814               | 5 642            | Porta Magenta, Muggiano, Baggio-Quartiere degli Olmi-Quartiere Valsesia, Sella Nuova, Forze Armate, San Siro, De Angeli-Monte Rosa, Stadio-Ippodromo, Quarto Cagnino, Quinto Romano, Figino, Assiano, Parco Bosco in città, Pagano                                                             |                |
| Municipio 8   | Fiera, Gallaratese, Quarto Oggiaro                  | 23,72            | 196 562               | 8 287            | Tre Torri, Trenno, Gallaratese-San Leonardo-Lampugnano, QT8, Portello, Pagano, Sarpi, Ghisolfa, Villapizzone-Cagnola-Boldinasco, Maggiore-Musocco-Certosa, MIND-Cascina Triulza, Roserio, Stephenson, Quarto Oggiaro-Vialba-Musocco, Parco Bosco in città                                      |                |
| Municipio 9   | Stazione Garibaldi, Niguarda                        | 21,12            | 190 656               | 9 027            | Porta Garibaldi-Porta Nuova, Isola, Montalbino, Niguarda-Ca' Granda-Prato Centenaro-Fulvio Testi, Bicocca, Bovisa, Farini, Dergano, Affori, Bovisasca, Comasina, Bruzzano, Parco Nord, Maciachini, Greco.                                                                                      |                |
| Totale comune | Totale comune                                       | 181,76           | 1 417 597             | 7 799            | |                |

Le denominazioni sono quelle ufficiali della delibera del Consiglio comunale n. 15 del 1999, così come modificata per i municipi 2, 3 e 7 su proposta degli stessi Consigli di municipio: alcuni nomi erano errati perché riferiti alla prima ipotesi di suddivisione in 9 municipi, poi emendata in vari punti.

## Presidenti dei municipi
| Municipi    | 2011 cen-sin. (Pisapia) cen-des. (Moratti) | 2011 cen-sin. (Pisapia) cen-des. (Moratti) | 2016 cen-sin. (Sala) cen-des. (Parisi) | 2016 cen-sin. (Sala) cen-des. (Parisi) | 2021 cen-sin. (Sala) cen-des. (Bernardo) | 2021 cen-sin. (Sala) cen-des. (Bernardo) |
| ----------- | ------------------------------------------ | ------------------------------------------ | -------------------------------------- | -------------------------------------- | ---------------------------------------- | ---------------------------------------- |
| Municipio 1 |                                            | Fabio Arrigoni                             |                                        | Fabio Arrigoni                         |                                          | Mattia Abdu                              |
| Municipio 2 |                                            | Mario Villa                                |                                        | Samuele Piscina                        |                                          | Simone Locatelli                         |
| Municipio 3 |                                            | Renato Sacristani                          |                                        | Caterina Antola                        |                                          | Caterina Antola                          |
| Municipio 4 |                                            | Loredana Bigatti                           |                                        | Paolo Bassi                            |                                          | Stefano Bianco                           |
| Municipio 5 |                                            | Aldo Ugliano                               |                                        | Alessandro Bramati                     |                                          | Natale Carapellese                       |
| Municipio 6 |                                            | Gabriele Rabaiotti                         |                                        | Santo Minniti                          |                                          | Santo Minniti                            |
| Municipio 7 |                                            | Fabrizio Tellini                           |                                        | Marco Bestetti                         |                                          | Silvia Fossati                           |
| Municipio 8 |                                            | Simone Zambelli                            |                                        | Simone Zambelli                        |                                          | Giulia Pelucchi                          |
| Municipio 9 |                                            | Beatrice Uguccioni                         |                                        | Giuseppe Lardieri                      |                                          | Anita Pirovano                           |

## Vecchia suddivisione
Negli anni ottanta e novanta la suddivisione era in 20 zone.
- Zona 1: Centro storico
- Zona 2: Centro direzionale, Greco, Zara
- Zona 3: Porta Venezia, Buenos Aires
- Zona 4: Porta Vittoria, Porta Romana
- Zona 5: Porta Ticinese, Porta Genova
- Zona 6: Magenta, Sempione
- Zona 7: Bovisa, Dergano
- Zona 8: Affori, Bruzzano, Comasina
- Zona 9: Niguarda, Ca' Granda, Bicocca
- Zona 10: Monza, Padova
- Zona 11: Città Studi, Argonne
- Zona 12: Feltre, Carnia, Cimiano, Ortica, Lambrate
- Zona 13: Forlanini, Taliedo, Ponte Lambro
- Zona 14: Corvetto, Rogoredo, Vigentino
- Zona 15: Chiesa Rossa, Gratosoglio
- Zona 16: Barona, Ronchetto sul Naviglio
- Zona 17: Giambellino, Inganni, Lorenteggio
- Zona 18: Baggio, Sella Nuova
- Zona 19: QT8, Gallaratese, San Siro
- Zona 20: Vialba, Certosa, Quarto Oggiaro

La nuova suddivisione, dopo la delibera del C.C. nº 15/1999 che riduce le zone di Milano da 20 a 9, ha fatto sì che ognuna delle nuove zone, ad eccezione della zona 1 corrispondente alla parte centrale della città, comprendesse un'area che andava dalla zona semicentrale all'estrema periferia.
Nel maggio 2016 le 9 zone sono state soppiantate dai municipi: enti che occupano la stessa regione geografica ma che hanno funzioni più ampie nella gestione del territorio.